# Cyclocephala amblyopsis
Cyclocephala amblyopsis är en skalbaggsart som beskrevs av Bates 1888. Cyclocephala amblyopsis ingår i släktet Cyclocephala och familjen Dynastidae. Inga underarter finns listade i Catalogue of Life.